# Сан Пјетро (Болцано)
Сан Пјетро је насеље у Италији у округу Болцано, региону Трентино-Јужни Тирол.
Према процени из 2011. у насељу је живело 753 становника. Насеље се налази на надморској висини од 1208 м.